# Lloyd Riggins
Lloyd Riggins (New York, 9 ottobre 1969) è un ex ballerino e coreografo statunitense. È stato primo ballerino del Balletto Reale Danese dal 1989 al 1995 e del Balletto di Amburgo dal 1995 al 2024.

## Biografia
Lloyd Riggins è nato a Brooklyn nel 1969, figlio del cantante lirico Norman Riggins e di Barbara Riggins, fondatrice dell'Orlando Ballet. La madre è stata la sua prima insegnante di danza e nel 1987 è stato scritturato dal Balletto Reale Danese, di cui due anni dopo è diventato il più giovane primo ballerino.
Nei suoi otto anni con la compagnia danese ha danzato molti dei maggiori ruoli del repertorio maschile, tra cui Lenski in Onegin (Cranko), James ne La Sylphide (Bournonville), Gennaro in Napoli (Bournonville), Albrecht in Giselle (Coralli/Perrot/Kronstam), Romeo nel Romeo e Giulietta (Neumeier), Puck e Demetrio in Sogno di una notte di mezza estate (Neumeier), il Principe ne Lo schiaccianoci (Flindt) e Apollo nell'Apollon musagete (Balanchine).
Nel 1995 si è unito al Balletto di Amburgo in veste di primo ballerino e qui ha ampliato il proprio repertorio con numerosi ruoli coreografati da John Neumeier, tra cui Armand ne La signora delle camelie, Ulisse nell'Odissea, l'eponimo protagonista in Petruška, Désiré ne La bella addormentata, Albrecht in Giselle e Mitch in Un tram che si chiama Desiderio. Inoltre ha danzato anche in ruoli da caratterista come la vedova Simone ne La fille mal gardée di Frederick Ashton e il padre-pastore ne Il racconto d'inverno di Christopher Wheeldon. Nel corso della sua carriera ha danzato come étoile ospite con compagnie di alto livello, tra cui il Royal Ballet e l'American Ballet Theatre. Nel 2004 ha vinto il Prix Benois de la Danse per il ruolo di Gustav von Aschenbach ne La morte a Venezia di Neumeier.
Dal 2006 al 2009 è stato assistente del maître de ballet del Balletto di Amburgo, mentre dal 2015 è stato vice-direttore artistico della compagnia, di cui è diventato co-direttore artistico nel 2025.